# Club de Futbol Ripoll
El Club de Futbol Ripoll és un club de futbol català de la ciutat de Ripoll.

## Història

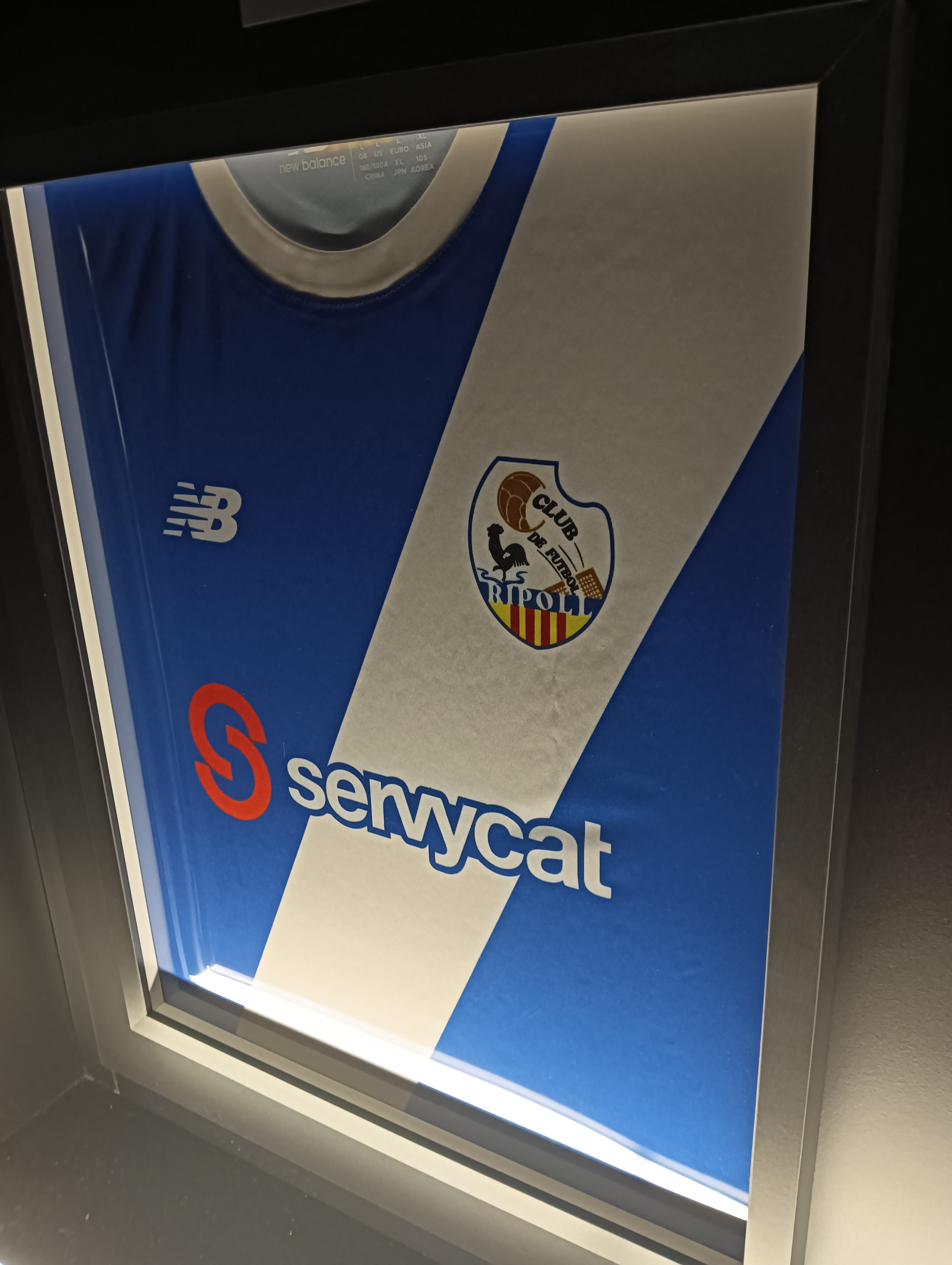
Samareta Ripoll.

Ja l'any 1908 es practicava el futbol a la Congregació Els Lluïsos. Més tard l'Ateneu Enciclopèdic Ripollès creà el Centre d'Esport. El primer camp fou el de Les Torres, inaugurat el 8 de novembre de 1914, amb un partit enter el Centre d'Esport i l'Sport Club Olotí. El 23 de desembre de 1914 el club adoptà el nom de Sporting Ter-Freser. Altres clubs de la ciutat d'abans de la Guerra Civil foren el Futbol Club Ripoll (1919-1935) i l'Sport Club Ripoll (1924-1927).
L'actual Club de Futbol Ripoll nasqué l'any 1944. Entre les distincions que ha rebut podem esmentar la Medalla de Ripoll (1994, en commemoració del seu 50 aniversari), la Medalla de Plata de la Federació Catalana de Futbol (2001)

## Temporades
Fins a l'any 2011-12 el club ha militat 1 vegada a Tercera Divisió i 3 a Preferent Territorial.
- 1959-60: 3a Divisió 13è